# Погудін Олег Євгенович
Олег Євгенович Погудін (нар. 22 грудня 1968, Ленінград, РРФСР) — російський музикант, виконавець російських романсів, народний артист Росії (2015).
У 1979—1982 рр. — соліст дитячого хору Ленінградського радіо і телебачення. У 1985—1990 рр. — студент Ленінградського державного інституту театру, музики і кінематографії імені Н. К. Черкасова. Закінчив інститут з відзнакою, стажувався в США — в Театральному центрі ім. Юджина О'Ніла. У 1990—1993 рр. — актор Санкт-Петербурзького академічного Великого Драматичного театру ім. О. М. Горького.
У 1987 році дав свій перший сольний концерт — у ленінградському клубі авторської пісні «Восток». З 1993 року стає виключно концертним співаком. В репертуарі — пісні Олександра Вертинського, Петра Лещенко, Булата Окуджави, Едіт Піаф.
З 2004 року — викладач, з 2007 року — доцент кафедри естради і музичного театру Санкт-Петербурзької Академії театральних мистецтв.
З 2012 член Ради при президенті РФ з культури та мистецтва.